# Silhouettes (Avicii)
Silhouettes è il sesto singolo del disc jockey svedese Avicii, pubblicato il 27 aprile 2012 dalla Universal, con la collaborazione del cantante Salem Al Fakir.

## Tracce
Testi e musiche di Avicii.
1. Silhouettes – 3:31 – (Original Radio Edit)
2. Silhouettes – 7:00 – (Original Mix)

Durata totale: 10:31